# Alt wie die Welt
Alt wie die Welt ist ein Lied aus dem Jahr 1984 und entstammt einer Idee des deutschen Musikers Frank Schöbel. Gesungen wurde es allerdings gemeinsam von weit über 400 Künstlern der ehemaligen DDR, die für dieses Projekt unter der Leitung von Frank Schöbel unter dem Namen 220 Gesangssolisten unseres Landes formiert waren und dabei von der Gruppe A–Z begleitet wurden.

## Hintergrund
- Für dieses Projekt gelang es Frank Schöbel seinerzeit alle 420 Gesangskünstler der ehemaligen DDR zu versammeln, die über einen sogenannten Berufsausweis verfügten – ein bislang ungekrönter Weltrekord.[2]
- Die Idee stammt von Frank Schöbel selbst, der auch die Musik komponierte. Den Text schrieb Burkhard Lasch, seinerzeit einer der bekanntesten Liedtexter der DDR.[1]
- Der Song wurde am 17. März 1984 während der Produktion der DDR-Fernsehsendung Wennschon, dennschon in Leipzig live aufgenommen und dabei von Lothar „Paule“ Kramer arrangiert.[1][3]
- Dem damaligen Zeitgeist entsprechend kann das Stück als typische Schlager-Ballade im 4/4-Takt mit ca. 110 BPM beschrieben werden.
- Das Arrangement wird vorrangig vom Sound eines Keyboard getragen und dezent von einer E-Gitarre unterstützt.
- Der Song endet mit einem Cold-End.

## Künstler
- Lidia Adam
- Adina
- Brigitte Ahrens
- Rosemarie Ambe
- Peter Albert
- Heide Anders
- Hans-Jürgen Andersen
- Doris Andreas
- Eric Andreé
- Katrin Andreé
- Julia Axen
- Gerda Bachtig
- Ernst-Barnetz-Chor
- Gudrun Bartels
- Ingrid Barthels
- Klaus Bässler
- Elke Beckelt
- Steffi Behrendt
- Steffi Bergen
- Bernd Berger
- Rosemarie Berger
- Gitte Berglund
- Eva Berndt
- Gunnar Berndt
- Monika Bethge
- Charly Betz
- Christin Betz
- Hans-Jürgen Beyer
- Monika Blümel
- Anne Boerd
- Wolfgang Bohun
- Inka Bork
- Lutz Bornmann
- Volker Bormann
- Volker Böhm
- Petra Böttcher
- Helga Brauer
- Liane Breeks
- Hannelore Breiten
- Sabine Bruhns
- Lothar Brückner
- Christian Burkhardt
- Michaela Burkhardt
- Cantus-Chor
- Canzonis
- Claus Carell
- Carin Caroll
- Gerd Christian
- Angela Christof
- Veronika Claus
- Lubomir Danailow
- Günter Derbsch
- Rica Deus
- Costa Dobrev
- Chris Doerk
- Klaus Doll
- Regine Doreen
- Dieter Dornig
- Frederike Dornig
- Sigrid Döring
- Gisela Dressler
- Manfred Drews
- Gabriele Droischt
- Loretta Dubianski
- Duo Henklein
- Duo Rommee
- Duo SIS
- Klaus Eckhoff
- Peter Ehrlicher
- Hartmut Eichler
- Elisabeth Enders
- Helga Endlich
- Jürgen-Erbe-Chor
- Erika und Gunter
- Uta Ernst
- Miro Fabian
- Bärbel Falka
- Klaus Fechner
- Ina-Maria Federowski
- Gert Felber
- Fiete & Jan
- Kathrin Fischer
- Lore Fischer
- Rüdiger Fournee
- Peter Förster
- Alfons Franck
- Dagmar Frederic
- Marina Frei
- Jutta Freitag
- Ilka Frey
- Tina Freyer
- Maja Catrin Fritsche
- Eva Fritzsch
- Fred Frohberg
- Hannelore Fröhlich
- Joachim-Hans Fuchs
- Gerda Gabriel
- Rainer Garden
- Evelin Gabriel
- Norbert Gebhardt
- Roswitha Geike
- Knut Geipel
- Günter Geißler
- Helga Geithner
- Dagmar Gelbke
- Gitte und Klaus
- Onik Gogonjan
- Brigitte Goldner
- Joachim Golinski
- Ekkehard Göpelt
- Ute Graf
- Jan Gregor
- Bärbel Greif
- Jenny Greißner
- Hans-Jürgen Gröschner
- Gruppe A–Z
- Gruppe GES
- Gruppe KES
- Klaus-Peter Günther
- H&N
- Edith Haas
- Mary Halfkath
- Christel Hannah
- Inge Hannemann
- Günter Hapke
- Rolf Hartge
- Susanne Hartwig
- Monika Hauff
- Bernd Heinrich
- Klaus-Dieter Henkler
- Siegfried Hensel
- Rose-Marie Heimerdinger
- Lutz Heinrich
- Rolf Heinrich
- Ernst Heise
- Jens Heller
- Irene Henning
- Angela Herchenbach
- Eberhard Hertel
- Barbara Herting
- Annette Herzog
- Sonja Hilse
- Jörg Hindemith
- Andreas Holm
- Gerhard Hopp
- Wolfram Hoppmann
- Helga Ihle
- Gisela Jachmann
- Margit Jaenisch
- Matthias Jahn
- Lutz Jahoda
- Erika Janikova
- Max Janssen
- Ina-Maria Janssen
- Uta Jatzkowski
- Uwe Jensen
- Jutta & Andy
- Erhard Juza
- Rosi Kademann
- Rosemarie Kaiser
- Edith Kambor
- Inge Kapphahn
- Karin Karina
- Irina Kaufner
- Isa Kaufner
- Juliane Kaufner
- Matthias Käßner
- Rainer Keck
- Christa Keller
- Heidi Kempa
- Ingolf Keppel
- Jürgen Kerntopf
- Britt Kersten
- Bettina Kielpinski
- Andrea Kießler
- Iwan Kissimow
- Klabautermänner
- Regine Klee
- Freddy Kleinert
- Gabriele Kluge
- Knurrhähne
- Tilo Kobela
- Siegfried Koenig
- Wilfried Koplin
- Manfred Korth
- Silvia Kottas
- Kerstin Köhler
- Regina und Walter Könitz
- Horst Köbbert
- Ingo Krähmer
- Matthias Kretschmar
- Frank Kretschmer
- Brigitte Kriesche
- Kuddel & Hein
- Claus Kulisch
- Ljudmila Kulischenko
- Hans Kuska
- Kirsten Kühnert
- Brigitte Künzel
- Eva Kyselka
- Klaus Lass
- Aurora Lacasa
- Günter Lammel
- Bärbel Lange
- Michaela Lehmann
- Jürgen Leipnitz
- Lippi
- Manuela Lotz
- Ulrich Löbel
- Jean Löffler
- Thomas Lück
- Robby Lind
- Peter Ludewig
- Martina Mack
- Rainer Maerz
- Martina Mai
- Lothar Manigk
- Marion Mara
- Ina Martell
- Elke Martens
- Jürgen Mass
- Michael Matthis
- Helga Matthus
- Anne Mehner
- Rita und Dietmar Mejer
- Achim Mentzel
- Doris Metzner
- Hans-Joachim Mendt
- Herbert Mewes-Conti
- Elke Mittank
- Rainer Mlynarczyk
- Sandra Mo
- Molly-Sisters
- Ines Morell
- Muck
- Gabriele Munk
- Angelika Müller
- Frank Müller
- Gabriele Müller
- Gerd Müller
- Iris Münch
- Anett Navall
- Isolde Natusch
- Roland Neudert
- Peter Neumann
- Peter Oelschlegel
- Katja Ostrowska
- Carmen Ostwald
- Hans Ostwaldt
- Angelika Pallesche
- Wilfried Peetz
- Peter und Paul
- Martina Penzoldt
- Bernhard Petrack
- José Pérez
- Ilona Peschel
- Magdalena Peschewa
- Dina Petrik
- Ilona Petzold
- Eva-Maria Pieckert
- Bianca Piepp
- Pique 5
- Maria Poeck
- Ingrid Pollow
- James W. Pulley
- Alfred Quiring
- Ingrid Raack
- Gaby Rades
- Leonore Ramsenthaler
- Petra Redlich
- Doris Reese
- Karl-Heinz Reichert
- Klaus Reichl
- Steffen Reuter
- Silvia Rhein
- Bernd Ritter
- Kerstin Rodger
- Ute Rodig
- Marita Roll
- Angelika Rose
- Sabine Rotenberg
- Gaby Rückert
- Norbert Sadler
- Duo Sahn
- Monika Sanders
- Klaus Schaefer
- Christian Schafrik
- Gudrun von Scheidt
- Sonja Schmidt
- Vera Schneidenbach
- Monika Schobert
- Frank Schöbel
- Annelies Schönlein
- Paul Schröder
- Eva Schröder-Branzke
- Michael Schubert
- Heinz Schulz
- Elke Schuhmann
- Gerlinde Schuster
- Susi Schuster
- Andreas Schwarz
- Marika Schwarzer-Soyka
- Birgit Schwichtenberg
- Ute Seifarth
- Gerda Seifert
- Günter Seifert
- Ingrid von Seydlitz
- Shenja & Matthias
- Sven Simon
- Werner Sklenitschka
- Peter Skodowski
- Klaus Sommer
- Detlef Stahlberg
- Katrin Steinhöfel
- Dietmar Stera
- Dina Straat
- Gonda Streibig
- Norina Suhle
- Evelin Süß
- Brigitte Svarovsky
- Jutta Szyszke
- Tanja
- Regina Tappert
- Tera Thaimer
- Sascha Thom
- Regina Thoss
- Della Tork
- Trio Diwero
- Peter Tschernig
- Twins
- Siegfried Uhlenbrock
- Marion Uhlig
- Marion-Ilona Vihernik
- Bärbel Wachholz
- Christine Wachholz
- Thomas Wagner
- Siegfried Walendy
- Bärbel Walsch
- Jürgen Walter
- Elke Walther
- Christa Warnecke
- Kersten Weingart
- Norbert Wendt
- Hans-Dieter Wetzel
- Waltraud Wiecha
- Peter Wilke
- Klaus Willkomm
- Marina Wils
- Margot Wiczorek
- Peter Wieland
- Dieter Wiszniewski
- Waltraud Witte
- Harald Wilk
- Ingrid Winkler
- Manfred Wolf
- Dieter Wunderlich
- Petra Zeise
- Sieglinde Zeitel
- Helga Zerrenz
- Ines Zielinski
- Martin Zielonka
- Rolf Zimmermann

## Tonträger (Auswahl)

### Singles
- 1984: Alt wie die Welt (AMIGA; Bestellnummer: 456 550 – Seite A: Alt wie die Welt 3:06 Minuten – Seite B: Alt wie die Welt [Halbplayback] 3:06 Minuten)[1][3]

### Sampler
- 1984: Die großen Erfolge '84 (AMIGA; Bestellnummer: 856 082 – Seite 1, Track 5)[4]